# Dušan Anđelković
Dušan Anđelković (en serbe en écriture cyrillique : Душан Анђелковић), né le 15 juin 1982 à Kraljevo en Yougoslavie (aujourd'hui en Serbie), est un footballeur international serbe qui évoluait au poste d'arrière gauche. Anđelković a connu une unique sélection avec l'équipe de Serbie en 2007.

## Palmarès

### En équipe nationale
- 1 sélection et aucun but avec l'équipe de Serbie en 2007.

### Avec l'Étoile Rouge de Belgrade
- Vainqueur du Championnat de Serbie-et-Monténégro  en 2006.
- Vainqueur du Championnat de Serbie en 2007, 2016 et 2018
- Vainqueur de la Coupe de Serbie-et-Monténégro en 2006.
- Vainqueur de la Coupe de Serbie en 2007.